# If I Let You Go
If I Let You Go är en låt med pojkbandet Westlife skriven av Jörgen Elofsson, Per Magnusson och David Kreuger. Singeln släppes den 9 september 1999 och är gruppens andra officiella singel.

## Låtlista

### CD 1
1. If I Let You Go
2. Try Again
3. If I Let You Go (CD-ROM-funktion)

### CD 2
1. If I Let You Go (radioversion)
2. If I Let You Go (utökad version)
3. Intervju med Andi Peters

### Australiask CD
1. If I Let You Go
2. Try Again
3. If I Let You Go (utökad)
4. If I Let You Go (CD-ROM)

## Låtlista
| Land/Lista                | Topplacering |
| ------------------------- | ------------ |
| United World Chart        | 28           |
| Australiska singellistan  | 13           |
| Belgiska singellistan     | 7            |
| Brasilianska singellistan | 71           |
| Tyska singellistan        | 50           |
| Irländska singellistan    | 1            |
| Nederländska singellistan | 19           |
| Nyzeeländska singellistan | 8            |
| Norska singellistan       | 1            |
| Svenska singellistan      | 6            |
| Schweiziska singellistan  | 25           |
| UK Singles Chart          | 1            |

### Totalplacering vid 1999 års slut
| Land/lista | Topplacering |
| ---------- | ------------ |
| Australien | 95           |